# Actinia equina
La actinia roja o tomate de mar (Actinia equina) es una especie de anémona de mar, de la familia Actiniidae. Sus tentáculos son retráctiles permitiendo al animal recogerlos a voluntad, presentando entonces una forma totalmente cerrada que asemeja en sus formas a un tomate, de ahí su nombre común.

## Morfología

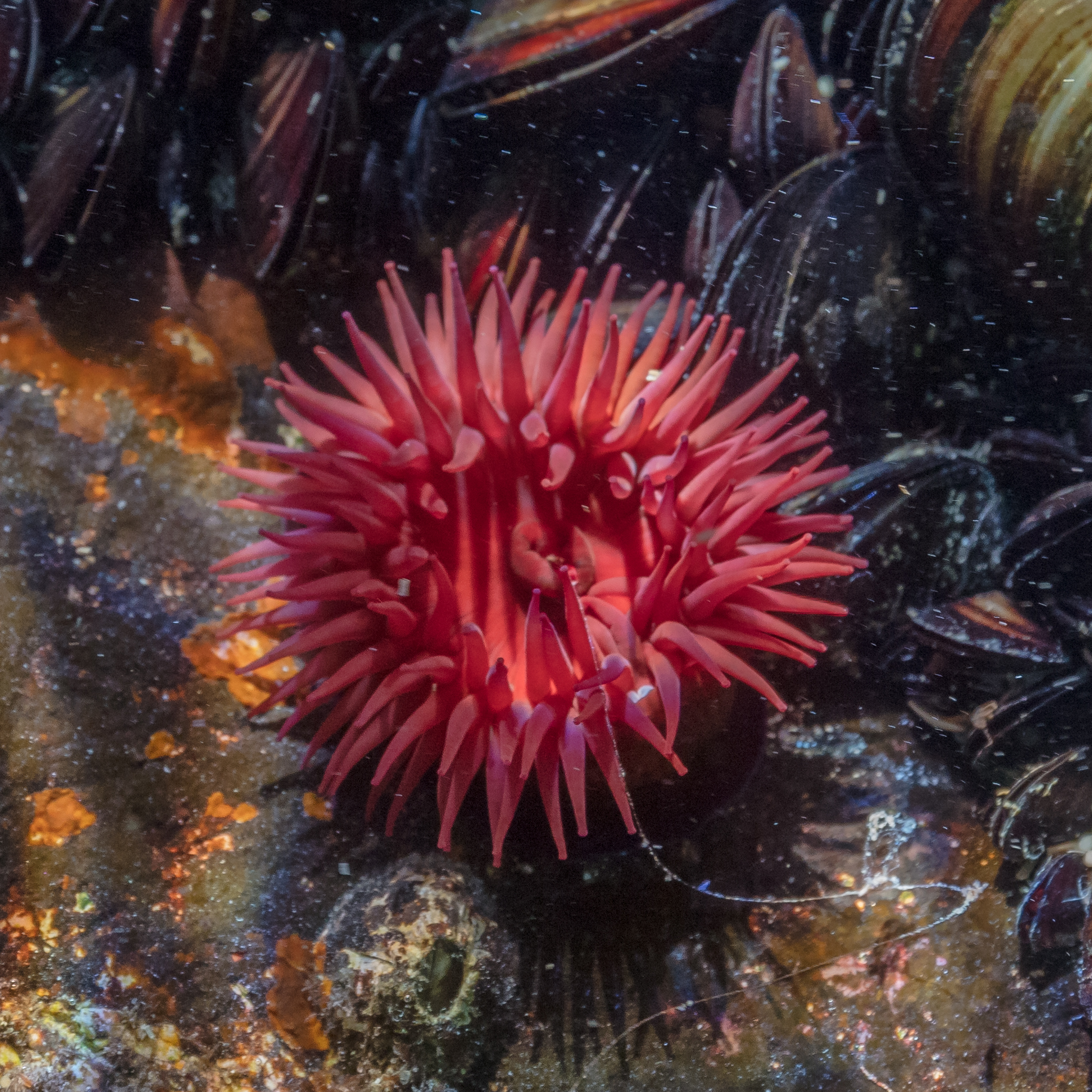
Ejemplar en la costa de Portugal.

Su cuerpo es cilíndrico. Su extremo basal es un disco plano que funciona como pie, el disco pedal, que le permite desplazarse, y su extremo apical es el disco oral, el cual tiene la boca en el centro, y alrededor tentáculos compuestos de cnidocitos, células urticantes provistas de neurotoxinas paralizantes en respuesta al contacto. La anémona utiliza este mecanismo para evadir enemigos o permitirle ingerir presas más fácilmente hacia la cavidad gastrovascular.
Esta especie presenta dos variedades: una de estas es de color rojo purpúreo, incluyendo variedades que portan motas de diferente color, con 192 tentáculos y alcanza los 7 cm de altura. La otra presenta una coloración amarronada, verde o morado y 124 tentáculos de longitud menor a la anterior, alcanzando sólo los 3 cm de altura. Está última especie o variedad es la menos tropical de las dos. A día de hoy, hay discusión entre los expertos sobre si se trata de dos especies diferentes, o una variedad de la misma.
Los tentáculos se distribuyen en 6 círculos sobre el disco oral y puede retraerlos dentro de su columna, especialmente en zonas de mareas bajas, llenándola de agua marina hasta que el mar vuelve a cubrirla.

## Hábitat y distribución
Es una especie solitaria que no forma colonias, se encuentra en rocas y grietas de zonas litorales, frecuentemente en zonas intermareales. Entre 0 y 20 metros de profundidad.
Se las encuentra tanto en aguas frías de ecuador del Atlántico norte, con 2 °C de temperatura, pasando por las islas Azores, islas Canarias, las costas europeas, el Mediterráneo, hasta en aguas tropicales de 28 °C del océano Índico, desde Mozambique y Sudáfrica hasta el mar Rojo y en el océano Pacífico en Japón.

## Alimentación
Se alimenta de peces pequeños, crustáceos y moluscos, que captura con sus tentáculos.
Su mayor actividad cazadora se produce en las horas de amanecer no siendo corriente que presente los tentáculos desplegados durante las horas de iluminación.

## Reproducción

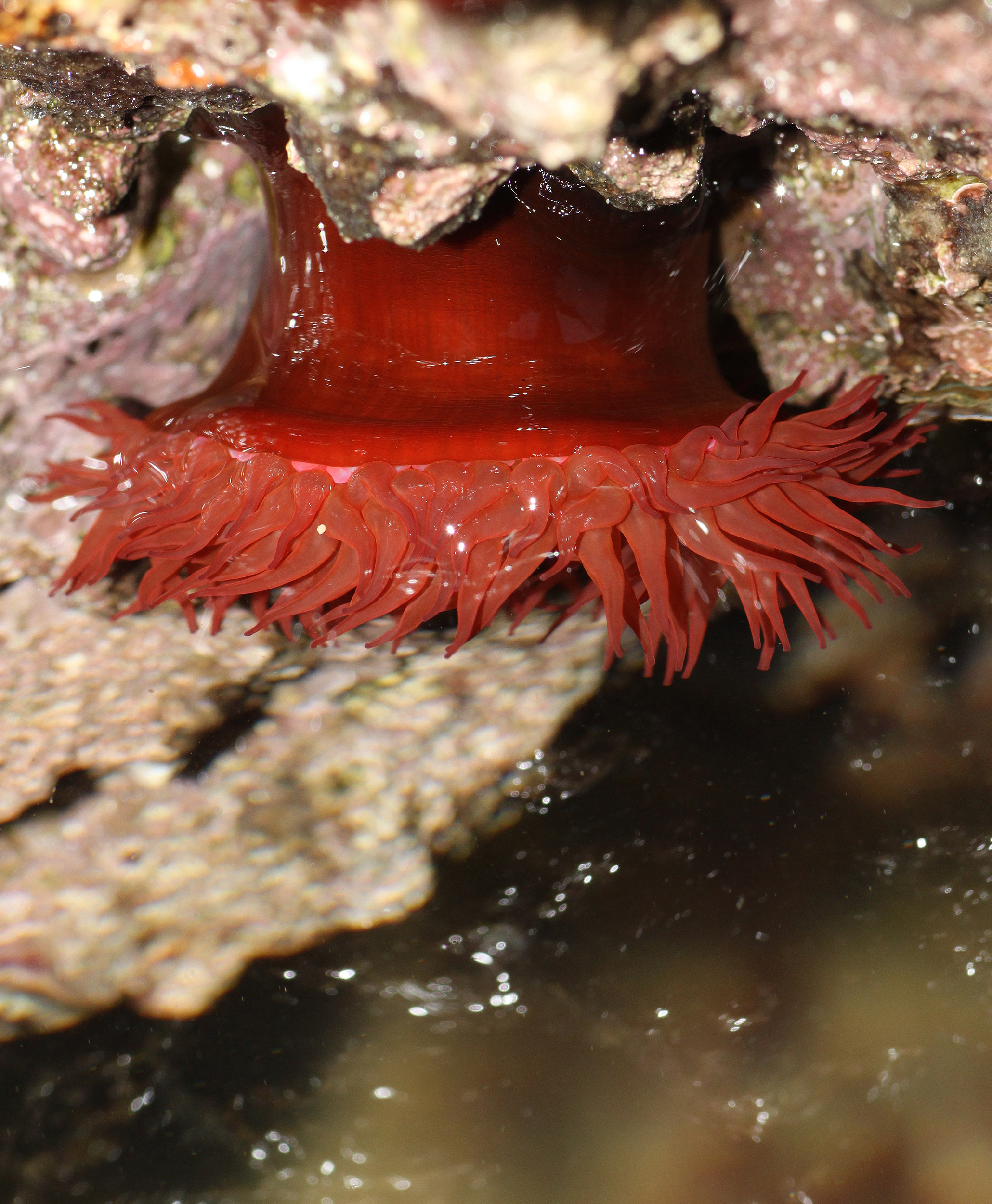
Detalle.

Las anémonas se reproducen tanto asexualmente, por división, en la que el animal se divide por la mitad de su boca formando dos clones; o utilizando glándulas sexuales, encontrando un ejemplar del sexo opuesto o, según la especie, hermafroditas.
El esperma se libera en la columna de agua y entra en la cavidad digestiva de la hembra, dentro de la cual fertiliza los óvulos. El desarrollo larvario tiene lugar en la cavidad digestiva de los padres. Entre 12 y 100 anémonas juveniles, con 12 tentáculos, son expulsadas a través de la boca y se asentarán en las inmediaciones.
Las dos variedades o especies se diferencian también porque las rojizas son ovíparas mientras que las actinias de coloración marrón son vivíparas y sus retoños aparecen del todo formados normalmente coincidiendo con el aumento de las temperaturas.

## Mantenimiento
Se debe dotar al tanque de rocas dónde se pueda fijar. La iluminación no es fundamental, ya que se adapta a muy diversas condiciones lumínicas. El acuario deberá contar con, al menos, 9 meses de maduración y, aparte de aditar no
Su mantenimiento en acuario requiere que se le ofrezca alimento cada dos o tres días, en forma de mejillones hervidos, trozos de gamba o merluza en trozos finos. En casos de animales que se muestren retraídos permanentemente y que nos hagan suponer que no han sido alimentados se debe forzar la introducción del alimento, con cuidado de no dañar al animal.
Son especies territoriales que compiten ferozmente por su zona de caza incluso con congéneres. Este dato se deberá de tener muy en cuenta a la hora de su mantenimiento en acuario, sobre todo en aquellos densamente poblados con corales, a los que no dudará en atacar.
Algunos acuaristas los mantienen con peces payaso del género Amphiprion como sustitutas de anémonas hospedantes, pero no es recomendable ya que se corre el riesgo de que la Actinia se coma a los peces.

## Galería de imágenes

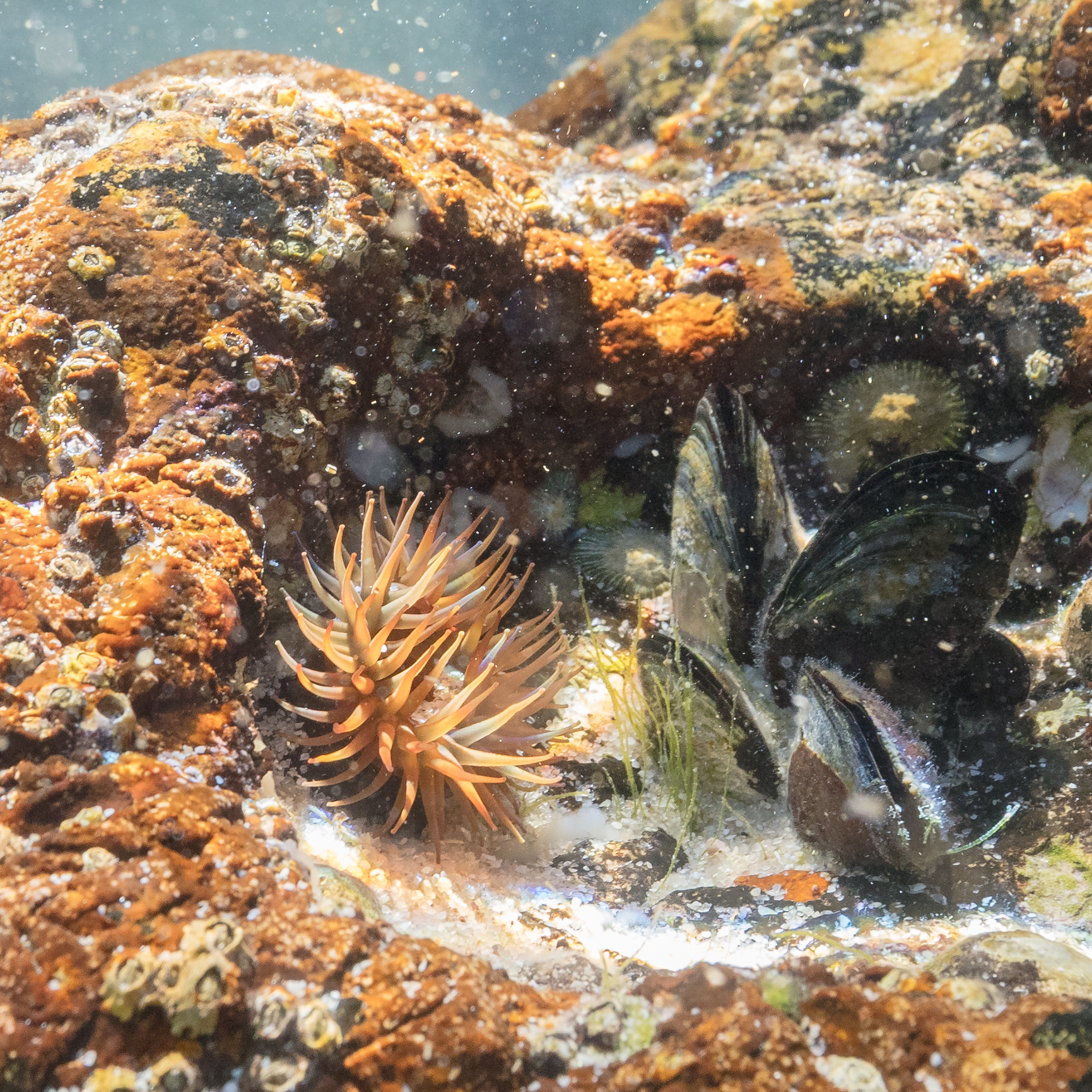
En su hábitat.
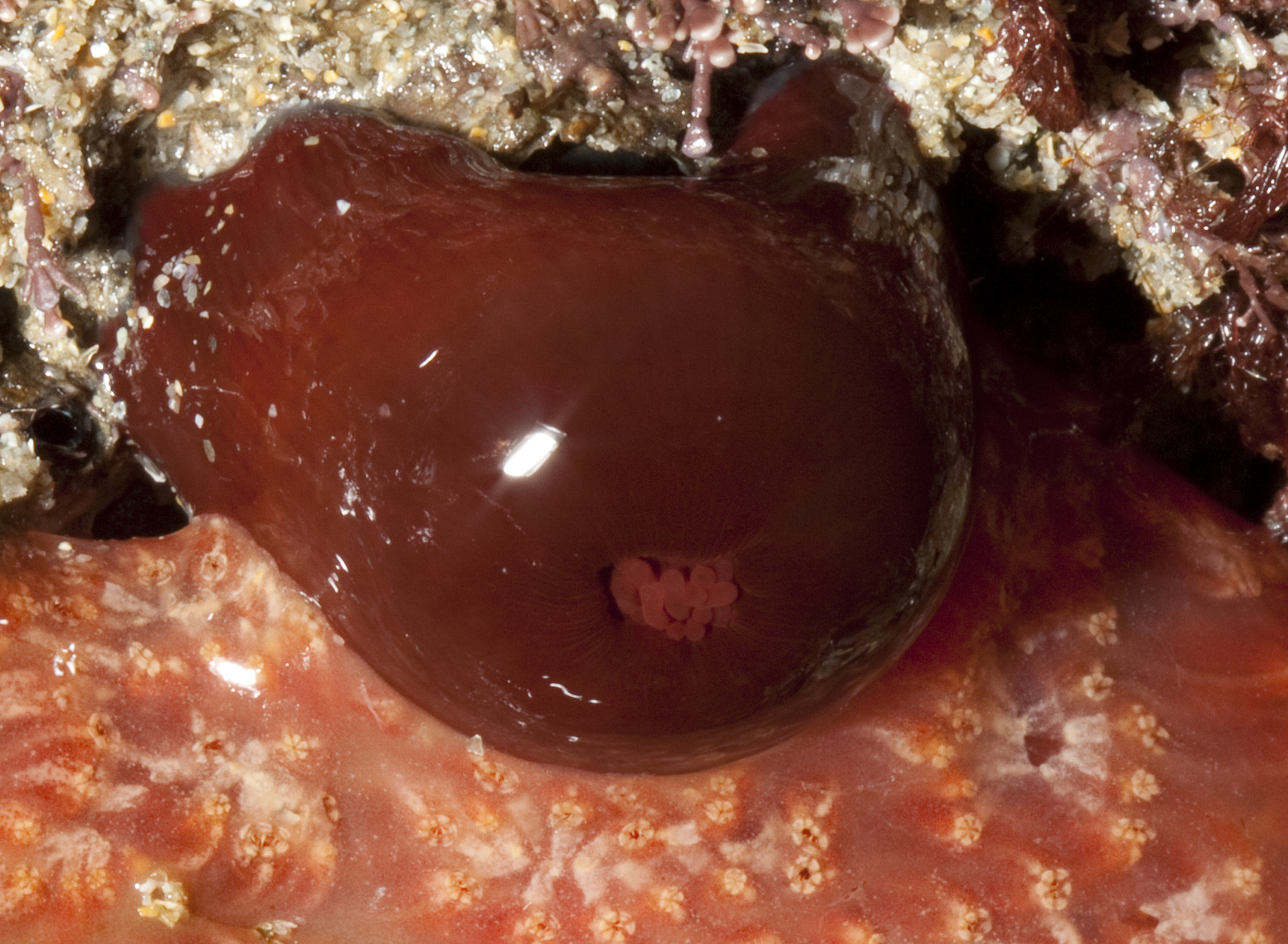
A. equina con tentáculos retraídos.
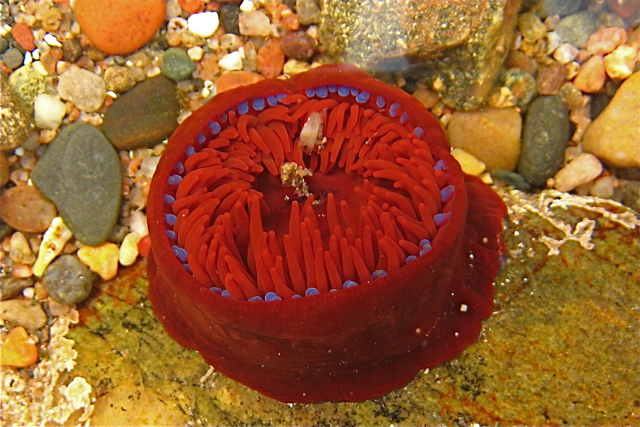
Los puntos azules que rodean el disco oral contienen células urticantes.
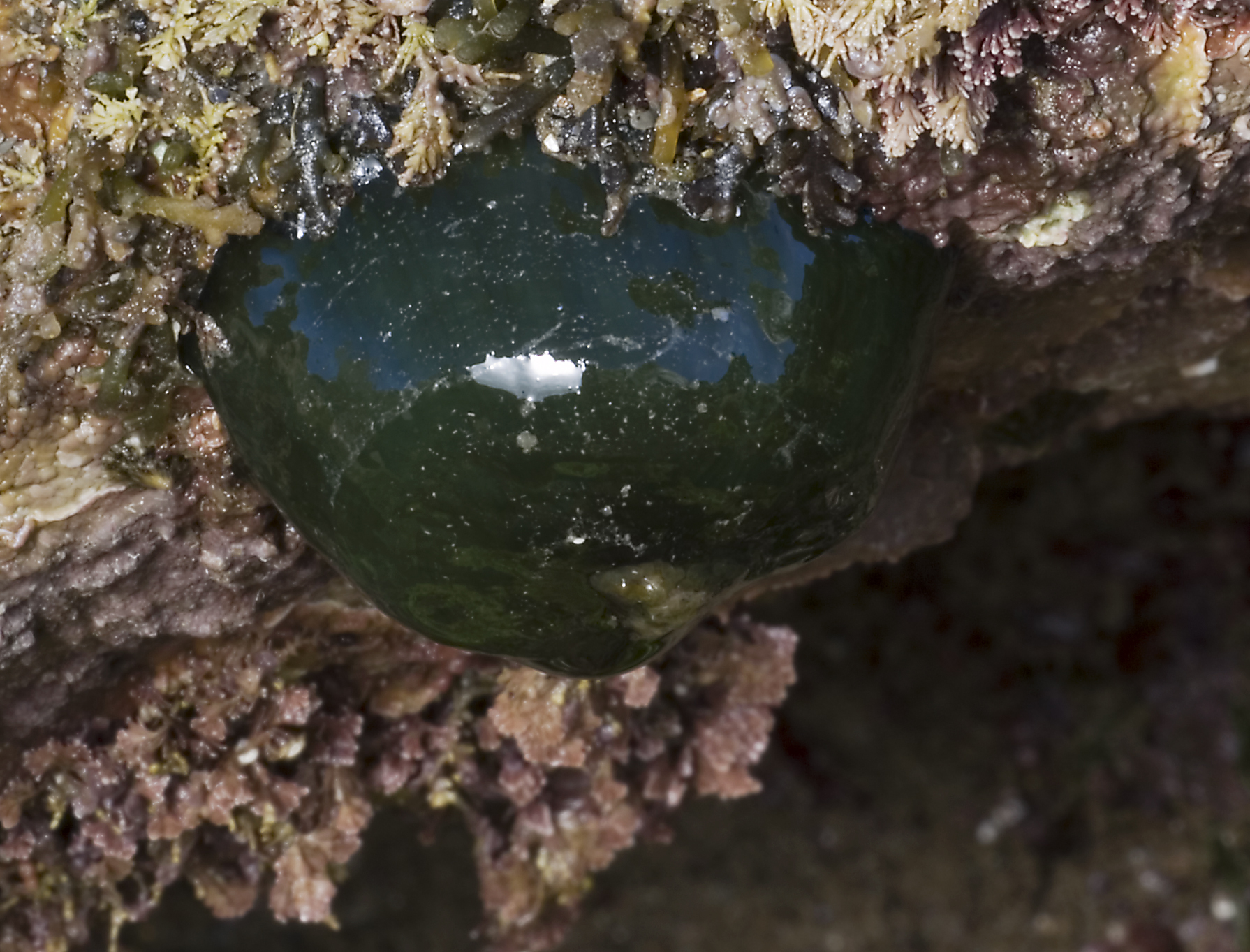
A. equina en isla Lundy, Reino Unido.
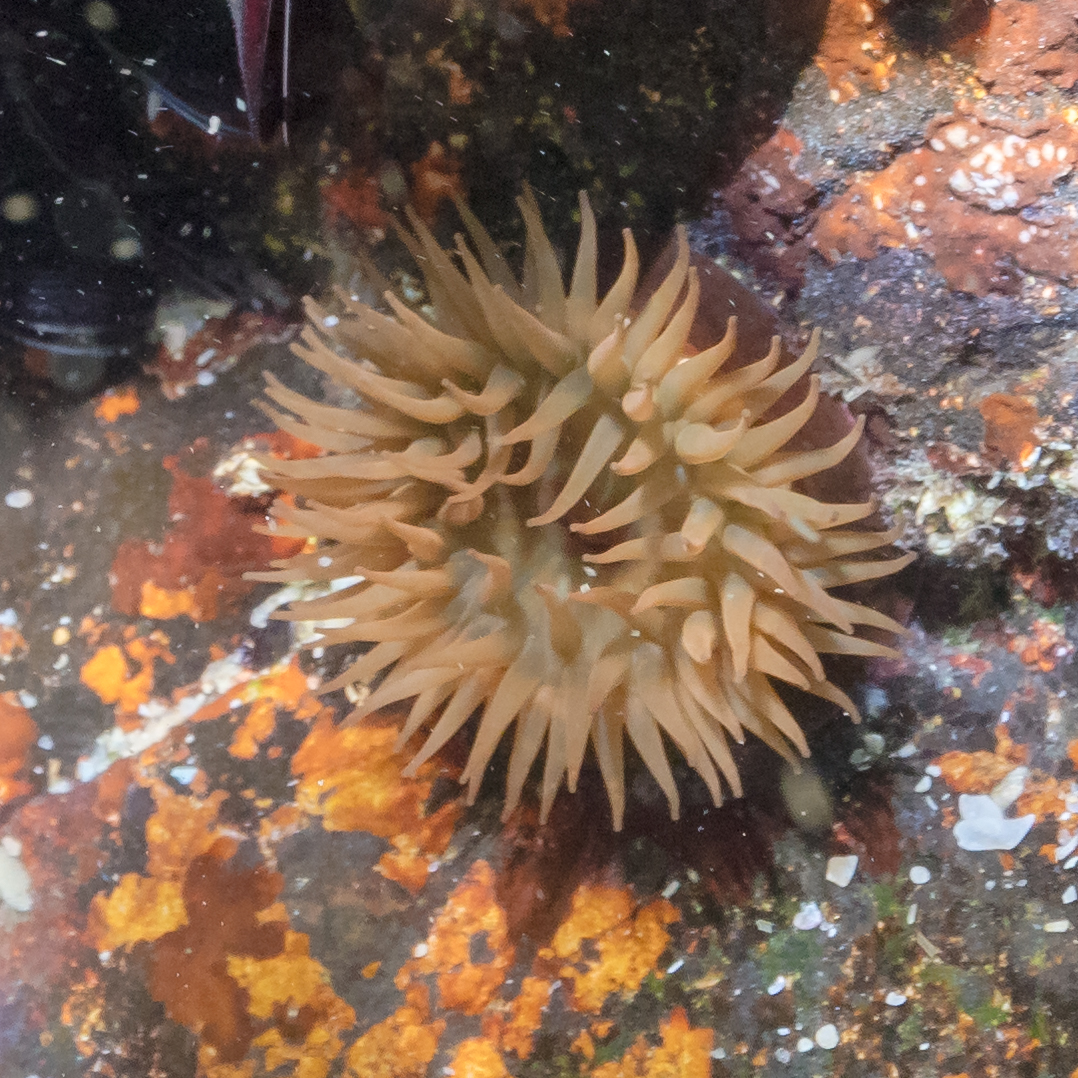
Ejemplar de color más pálido.
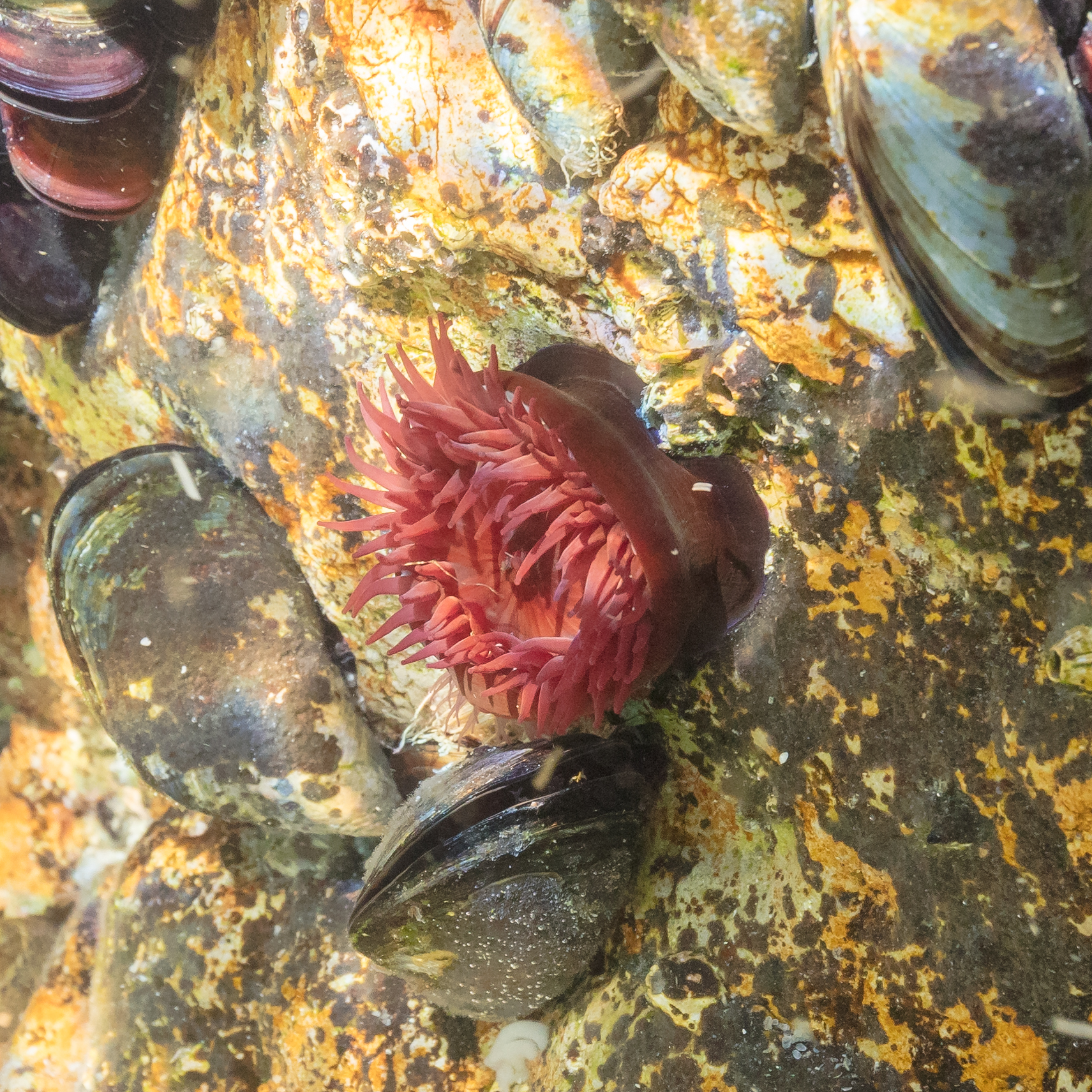
Vista lateral.